# Ulman Stromer
Ulman Stromer (* 6. Januar 1329 in Nürnberg; † 3. April 1407 ebenda) war ein Nürnberger Großhändler, Fabrikant und Ratsherr des 14. Jahrhunderts. Er ließ 1390 die erste Papiermühle nördlich der Alpen errichten und begründete damit die Herstellung von Papier in Mitteleuropa.

## Leben

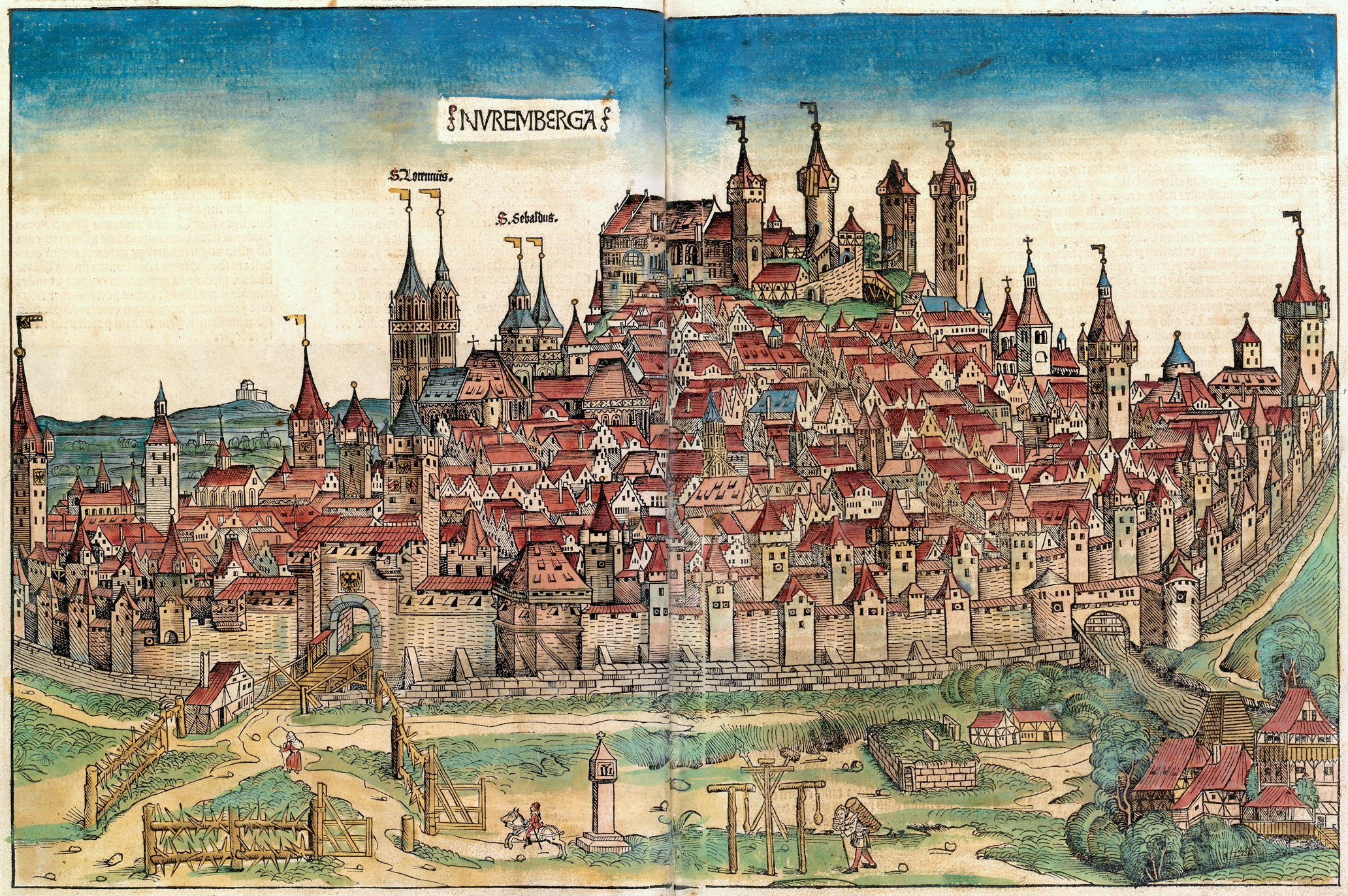
Die – wiedererrichtete – Hadermühle Stromers in einer Nürnberger Stadtansicht von 1493. Wie alle Papiermühlen lag sie aufgrund des Gestanks und Lärms außerhalb der Stadtmauern (der Gebäudekomplex im unteren rechten Eck).

Ulman Stromer wurde als zwölftes von 18 überlebenden Kindern des Nürnberger Handelsherrn Heinrich Stromer († 1347) (aus der Familie Stromer von Reichenbach) und seiner zweiten Ehefrau Margarete Geusmid (Geuschmidtin, † 1350) geboren.
Er wurde im Familienunternehmen in Barcelona, Genua, Mailand und Krakau zum Handelsherrn ausgebildet und begab sich schon früh auf Geschäftsreisen nach Krakau und Lemberg. 1358 heiratete Stromer seine erste Frau Anna Hegner († 1365), die Tochter des reichsten Hammer- und Hüttenbesitzers von Sulzbach. Ein Jahr nach ihrem Tod nahm er 1366 die erst 14-jährige Agnes Groland († 1413) zur Frau. 1368 erwarb er für 1825 Gulden ein großes Anwesen am Hauptmarkt unmittelbar nördlich der Frauenkirche (Hauptmarkt 16/ Obstgasse 2) und baute es für über 2000 Gulden zu einem repräsentativen Wohnsitz und Kauffahrerhof aus.
Nach eigenen Angaben begann Stromer 1360 mit den Aufzeichnungen zu seinem Püchel von meim geslecht und von abentewr, in dem er Ereignisse in seiner Familie, dem Unternehmen, aber auch in der Politik dokumentierte. 1370 übernahm er gemeinsam mit seinen Brüdern Peter und Andreas die Leitung des Großhandelshauses der Familie, dessen Geschäfte von Barcelona bis Riga und Asow reichten.
Ab 1371 war er Ratsherr im inneren Rat der Reichsstadt Nürnberg. Obwohl er erst ab 1396 das wichtigste Amt im Stadtregiment als Oberster Hauptmann bekleidete, sieht man ihn bereits ab den 1380er Jahren als „Graue Eminenz“ (Fleischmann) im Nürnberger Rat. Ab 1372 war er 18 Jahre lang Pfleger des Frauenklosters St. Clara. Im Städtekrieg 1387–1389 agierte er erfolgreich gegen Burggraf Friedrich V. (1395–97); Ulman Stromer band Nürnberg in den Schwäbisch-Rheinischen Städtebund ein. Auf unrühmliche Weise war er wohl auch an der sog. Judenschuldentilgung von 1388 beteiligt.
1390 baute er die Gleißmühle an der Pegnitz zur ersten Papiermühle nördlich der Alpen in die Hadermühle  (Hadern = Lumpen) um. Damit begann auch nördlich der Alpen das in vergleichsweise billiger Massenproduktion hergestellte Papier das teure aus Tierhäuten hergestellte Pergament abzulösen. Die älteste Abbildung der (zu dieser Zeit nicht mehr aktiven) Papiermühle findet sich in der Nürnberger Chronik, sie zeigt die nach einem Brand von 1479 wiederaufgebaute Mühle mit dem sie schützenden befestigten Herrensitz im Jahr 1493.

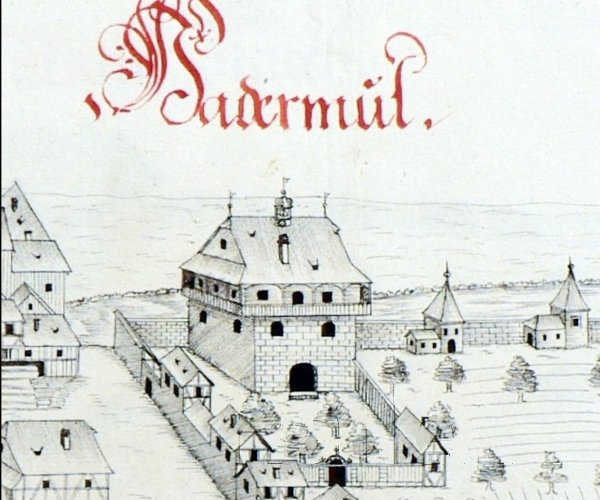
Hadermühle mit Herrensitz im Cnopfschen Skizzenbuch

Ulman Stromer war eng verbunden mit dem pfälzischen Wittelsbacher Kurfürsten Ruprecht II., und seine finanzielle Unterstützung trug 1400 zum Sturz von König Wenzel (1376–1400) und zur Wahl von Ruprechts II. Sohn Ruprecht zum König (1400–1410) bei. Ruprecht II. war bei Aufenthalten in Nürnberg zu Gast bei Ulman Stromer, und 1401 stand dessen Gemahlin Elisabeth Burggräfin von Nürnberg (1358–1411) Patin für eine Enkelin Ulmans.
Der Nürnberger Pestepidemie des Winters 1406/07, in der unter acht Mitgliedern der Familie auch Stromers gleichnamiger Sohn den Tod gefunden hatte, erlag er selbst am 3. April 1407 „am suntag nach ostern“.

## Autobiographie
Zu Teilen hat uns Ulman sein Leben und Wirken bewusst selbst überliefert. Sein „Püchel von meim geslecht und von abentewr“, zwischen 1360 und 1401 verfasst, markiert den Beginn des historiografischen Schrifttums der freien Reichsstadt Nürnberg und gilt als frühes Werk mit „autobiographischen“ Zügen in deutscher Sprache. Inhaltlich umfasst das Werk im Wesentlichen 1. Familiäre Mitteilungen, 2. Politische Ereignisse, 3. Wirtschaftliche Informationen. Alle drei Themenbereiche erscheinen dabei inhaltlich wie formal stets in engster Verflechtung und lassen sich kaum voneinander trennen. Nur anhand verschiedener anderer Quellen konnte die Geschichtswissenschaft nachweisen, dass Ulman oder seine nächsten Verwandten an den meisten geschilderten historischen Ereignissen mehr oder weniger unmittelbar beteiligt waren. Von Beginn an wurde Ulmans Püchel in Nürnberg breit rezipiert und kann somit als Grundlage mittelalterlicher Geschichtsschreibung in der Stadt gelten. Als Quelle zeugt es vor allem vom ausgeprägten Selbstbewusstsein des Nürnberger Patriziats im 14. Jahrhundert, das in dieser Zeit einen politischen und gesellschaftlichen Aufstieg sondergleichen erlebte.

## Würdigung
Auf der Wöhrder Wiese in Nürnberg erinnert ein Denkmal in Form metallischer Papierstapel und einer Inschrift am ehemaligen Standort der Hadermühle an die Errichtung der ersten deutschen Papiermühle und ihren Initiator, den Nürnberger Ratsherrn Ulman Stromer. Auch ein schmaler Weg an der Pegnitz ist nach ihm benannt.

## Veröffentlichung
- Püchel von mein geslecht und von abentewr. Handschrift 6146 im Germanischen Nationalmuseum Nürnberg.

## Editionen
- Ulman Stromer: Püchel von meim geslecht und von abentewr, In: Karl Hegel (Hrsg.): Die Chroniken der deutschen Städte Band 1, Leipzig 1862. S. 2 eingeschränkte Vorschau in der Google-Buchsuche
- Ulman Stromer: Püchel von mein geslecht und von abentewr. 24-seitiger Textband (Auswahl: Lotto Kurras): Teilfacsimile der Handschrift HS 6146 des Germanischen Nationalmuseums Nürnberg. 277-seitiger Kommentarband mit Transkription: bearbeitet von  Lotte Kurras. Beiträge: Lore Sporhan-Krempel, Wolfgang Stromer von Reichenbach und Ludwig Veit. Zur 600-Jahrfeier der Gründung der ersten Papiermühle Deutschlands hrsg. vom Verband deutscher Papierfabriken (VDP). Müller und Schindler, Stuttgart 1990.